# Война (фильм, 2002)
«Война» — российский военно-драматический боевик режиссёра и сценариста Алексея Балабанова. Главные роли исполняют Алексей Чадов и Иэн Келли; во второстепенных ролях задействованы Ингеборга Дапкунайте, Сергей Бодров, Эвклид Кюрдзидис и Георгий Гургулия. Действие фильма происходит в 2001 году во время Второй чеченской войны.
Лауреат главного приза кинофестиваля «Кинотавр» за «Лучший фильм», приза Монреальского кинофестиваля за «Лучшего актёра» (Алексей Чадов). Фильм получил пять номинаций на премию «Ника» (в том числе за «Лучший фильм» и «Лучшую режиссуру»), в итоге одержав победу в категории «Лучшая мужская роль второго плана» (Сергею Бодрову, посмертно).

Он был солдатом на чеченской войне. В плену он стал рабом. Его отпустили и сказали — не приходи больше. Но он вернулся…
— Слоган фильма

## Сюжет
Повествование ведётся от лица находящегося в следственном изоляторе подследственного Ивана Ермакова (Алексей Чадов), дающего интервью журналисту.
Чечня, лето 2001 года. Находясь в плену у полевого командира Аслана Гугаева (Георгий Гургулия), Иван Ермаков и ещё один срочник, Федя, исполняют обязанности домашних рабов. Аслан пользуется спутниковым интернетом для чтения новостей и использует Ивана как специалиста в этой сфере, так как он до армии окончил компьютерную школу и неплохо владеет английским. Однажды в плен к Аслану попадают актёры из Англии: Джон Бойл (Иэн Келли) и его невеста Маргарет Майклсон (Ингеборга Дапкунайте). Через какое-то время Ивана, Федю и англичан перевозят в другой аул и сажают в зиндан, где уже находится капитан Медведев (Сергей Бодров), парализованный в результате осколочного ранения в позвоночник.
Аслан отпускает Джона для того, чтобы он собрал 2 миллиона фунтов стерлингов для выкупа Маргарет, а вместе с ним — Ивана и Федю, поскольку за них, призывников, никто выкуп не отдаст. Аслан предупреждает Ивана, чтобы он не возвращался обратно, угрожая, что второй раз он его уже не отпустит.
Усилия Джона по сбору денег безуспешны, однако одна из английских телекомпаний оказывает ему финансовую помощь (200 тысяч фунтов стерлингов) в обмен на детальную видеосъёмку операции. В Москве Джон также натыкается на полное безразличие военных чиновников и принимает решение попросить Ивана оказать ему помощь в освобождении Маргарет.
Жизнь Ивана в родном Тобольске не заладилась, он не может адаптироваться к мирной жизни, его не берут на квалифицированную работу, опасаясь неуравновешенной психики после чеченского плена. До этого он приезжает в Санкт-Петербург к семье капитана Медведева, которого никто не хочет спасать. Поэтому, когда Джон приезжает в Тобольск, Иван за вознаграждение соглашается на поездку в Чечню.
Проехав через Москву и Владикавказ, Иван и Джон скрытно проникают в Чечню, по пути захватывая внедорожник с большим количеством оружия в багажнике. Захватив в плен местного жителя, Руслана Шамаева (Эвклид Кюрдзидис), Иван находит путь к аулу Гугаева. Дождавшись отъезда большой группы боевиков, Иван, Джон и Руслан нападают на аул. Пока Иван и Руслан расстреливают охрану из захваченного ранее на дороге оружия, Джон обнаруживает Маргарет в яме полностью обнажённой (в объятиях  Медведева) и решает, что она была изнасилована боевиками. Джон в ярости убивает Гугаева, усложнив ситуацию: чеченец нужен был Ивану живым как заложник.
Боевики Гугаева организовывают обстрел аула и погоню, но группа беглецов спасается на самодельном плоту и занимает оборону в крепостной башне. С помощью спутникового телефона, взятого у Аслана, Медведев через свои старые связи организовывает поддержку со стороны ВВС: вертолёты уничтожают боевиков и доставляют Медведева с остальными на военную базу. Джон отдаёт Ивану заработанные им деньги, из которых тот отдаёт Руслану тысячу фунтов. Оставшиеся деньги Иван позже передаст капитану Медведеву на лечение.
Фильм завершается краткими комментариями Ивана. Маргарет не вышла замуж за Джона. Сам Джон, постоянно снимавший на видеокамеру свой путь, выпустил фильм и книгу под названием «Моя жизнь в России», заработав большие деньги. После выхода его фильма Иван предстал перед судом за убийство «мирных жителей Российской Федерации». Руслан, переехавший в Москву, дал показания против Ивана. Единственным, кто заступился за Ивана, был капитан Медведев.

## В ролях
| Актёр                | Роль                                    |
| -------------------- | --------------------------------------- |
| Алексей Чадов        | сержант Иван Ермаков                    |
| Иэн Келли            | актёр Джон Бойл                         |
| Ингеборга Дапкунайте | актриса Маргарет Майклсон невеста Джона |
| Сергей Бодров        | капитан Медведев                        |
| Эвклид Кюрдзидис     | пастух Руслан Шамаев заложник Ивана     |
| Георгий Гургулия     | чеченский командир Аслан Гугаев         |
| Стас Стоцкий         | рядовой Федя Кулик                      |
| Виктория Смирнова    | Катя девушка Ивана                      |
| Юрий Степанов        | Александр Матросов попутчик             |

| Актёр             | Роль                       |
| ----------------- | -------------------------- |
| Владимир Гостюхин | Василий Ермаков отец Ивана |
| Лев Эренбург      | предприниматель-заложник   |
| Ирина Соколова    | мать капитана Медведева    |
| Алексей Алексеев  | солдат                     |
| Виктор Смирнов    | генерал штаба              |
| Сергей Шемаркин   | переводчик                 |
| Ирина Малиновская | Зина                       |
| Казбек Багаев     | эпизод                     |
| Михаил Тарабукин  | солдат                     |

## Съёмки
Сценарную заявку к фильму «Война» Алексей Балабанов написал в 1998 году, когда увидел по телевизору отрубленные головы английских специалистов, работавших в Чечне.
Балабанов стремился снять фильм предельно реальный, до натурализма. Перед съёмками он беседовал с бывшими пленными, путешествовал по деревушкам Кабардино-Балкарии, встречался с командующим войсками в Чечне генералом Виктором Казанцевым, просматривал видеокассеты с хроникой зверств чеченцев. Некоторые из этих плёнок он продемонстрировал английскому актёру Иэну Келли. По словам Балабанова, во время показа англичанина трясло.

Работать тяжело было с точки зрения психологической. Мы до этого посмотрели кассеты, где по-настоящему убивают людей, записанные боевиками. Это зрелище произвело очень сильное впечатление, я даже не ожидал от себя. Наверное, дня три ходил, как стукнутый обухом по голове. Я любил тельняшки носить, и там одного десантника в тельняшке убивали. Так вот, пока мы жили в горах, я почему-то тельняшки не надевал.
— Сергей Астахов
Фильм снимался в Кабардино-Балкарии, Северной Осетии, Чечне, Москве, Санкт-Петербурге, Тобольске и Лондоне.
Это первая роль в кино тогда ещё двадцатилетнего, начинающего актёра Алексея Чадова. Для съёмок пленных, лежащих в яме, была вырыта настоящая яма, в которой по нескольку часов лежали мокрые и грязные актёры. Алексей Балабанов категорически отказался снимать эту сцену в павильоне, так как хотел, чтобы всё было максимально реалистично. Сцену с плавающей в реке обнаженной актрисой Ингеборгой Дапкунайте, которая, кстати, с радостью изъявила своё желание участвовать в фильме, снимали без использования дублёра. Ингеборга сама плавала в холодной быстротекущей реке, температура воды в которой была всего 5°C.
Больше всех съёмки напугали английского актёра Иэна Келли, который практически не понимал русского языка. На съёмках он всё время читал «Войну и мир».

Несчастный Иэн по-русски вообще ни слова не говорил, а Дапкунайте живёт в Англии. И он всё время кидался к ней, жаловался, как его заставили сидеть в яме, как его заставили лезть в реку, как он там чуть не утонул, как Балабанов кому-то прямо при Иэне сказал, что он — плохой актёр. А для западных людей это категорически неприемлемая форма общения. И Инга терпеливо объясняла, что русские всегда так работают, что у русских такая практика, что русские всегда орут, а если начинают стрелять, то исключительно настоящими патронами. Поэтому у русских принято по-настоящему тонуть и по-настоящему спасаться.
— Сергей Бодров-мл.
Для большей реальности многих чеченцев в фильме играют настоящие чеченцы, а федералов — настоящие солдаты, вертолётчики, разведчики-контрактники. Кроме того, это первый фильм про Чечню, который, хоть и частично, но снимался на чеченских землях, в частности на блокпосте при въезде в Грозный. Фильм делался в условиях, приближенных к боевым, ведь во время съёмок в тех краях разворачивалась Вторая чеченская война. Съёмки, однако, проходили в спокойных районах, и группу охраняли собровцы. Чтобы не подвергать опасности съёмочное оборудование фильма, компания «СТВ» застраховала его на 500 тысяч долларов.
На съёмках в Кабардино-Балкарии съёмочный вертолёт выпускал тепловые отстрелы и случайно попал одним из них в древнее балкарское кладбище, в результате чего оно загорелось, и было разрушено много могил. После этого чуть не случился этнический конфликт между сотрудниками съёмочной группы и местными жителями. Но среди собровцев, охранявших группу, оказался бывший чеченский капитан Кюри, который смог остановить разгневанную толпу. На съёмках все, кроме Бодрова и Дапкунайте, жили в домах местных жителей. Балабанов жил в доме женщины, у которой на кладбище разнесло могилы всех родных.
В Башне Абаевых в Черекском районе Кабардино-Балкарской Республики снимался эпизод, где отстреливались главные герои фильма.
Российский режиссёр Пётр Шепотинник во время съёмок фильма «Война» снимал документальный фильм «Балабанов на войне». Закончил он его в 2008 году.

## Саундтрек
Саундтрек к фильму вышел в 2002 году.
| №   | Название              | Исполнитель                   | Длительность |
| --- | --------------------- | ----------------------------- | ------------ |
| 1.  | «Война»               | Тимур Муцураев                | 0:52         |
| 2.  | «Командор»            | «Томас»                       | 5:14         |
| 3.  | «Волки»               | «Би-2»                        | 5:37         |
| 4.  | «SOS»                 | «Сплин»                       | 4:30         |
| 5.  | «Берег»               | Вячеслав Бутусов              | 4:43         |
| 6.  | «Лютая»               | «Волга-Волга»                 | 1:36         |
| 7.  | «Чёрный ворон»        | Ливан и группа «ПЭХ»          | 5:53         |
| 8.  | «Феллини»             | «Сплин»/«Би-2»                | 5:05         |
| 9.  | «Ещё не вечер»        | «Би-2»                        | 4:55         |
| 10. | «Пластмассовая Жизнь» | «Сплин»                       | 3:31         |
| 11. | «Сокол»               | «Би-2»                        | 7:07         |
| 12. | «Холостые пули»       | «Партизанское радио»          | 4:11         |
| 13. | «Моя звезда»          | Вячеслав Бутусов и «Deadушки» | 5:14         |
| 14. | «Вулиця»              | «Океан Ельзи»                 | 5:28         |
| 15. | «Война (Волки-2)»     | «Би-2»                        | 4:33         |

Музыка, прозвучавшая в фильме, но не вошедшая в саундтрек:
| Песня                             | Исполнитель       |
| --------------------------------- | ----------------- |
| «Иерусалим», «Шамиль ведёт отряд» | Тимур Муцураев    |
| «Где ж моя любимая»               | Братья Арангуловы |

## Награды и номинации
- 2002 — XIII Кинофестиваль «Кинотавр»: главный приз «Золотая роза»[1]
- 2002 — Кинофестиваль в Ялте: главный приз
- 2002 — Х Кинофестиваль «Окно в Европу»: 3-е место в номинации «Выборгский счёт»
- 2002 — Международный Монреальский кинофестиваль: приз в номинации «Лучший актёр» (Алексей Чадов)
- 2002 — Премия «Золотой овен» Национальной гильдии кинокритики и кинопрессы за «Лучшую операторскую работу» (Сергей Астахов)
- 2003 — Премия «Золотой орёл» за «Лучшую работу звукорежиссёра» (Максим Беловолов)
- 2003 — Премия «Ника» за «Лучшую мужскую роль второго плана» (Сергей Бодров, посмертно)

По сведениям ведущих оптовых компаний, фильм занял четвёртое место среди пятидесяти самых продаваемых видеофильмов в 2002 году, опередив большое количество высоко-бюджетных блокбастеров.